# Neochthonius stanfordianus
Neochthonius stanfordianus är en spindeldjursart som beskrevs av Chamberlin 1929. Neochthonius stanfordianus ingår i släktet Neochthonius och familjen käkklokrypare. Inga underarter finns listade i Catalogue of Life.